# Золотой глобус (премия, 1967)
24-я церемония вручения наград премии «Золотой глобус»

15 февраля 1967 года
Лучший фильм (драма): 

«Человек на все времена»
Лучший фильм (комедия или мюзикл): 

«Русские идут! Русские идут!»
Лучшое ТВ-шоу: 

«Я — шпион»
< 23-я Церемонии вручения 25-я >
24-я церемония вручения наград премии «Золотой глобус» за заслуги в области кинематографа и телевидения за 1966 год состоялась 15 февраля 1967 года в Cocoanut Grove, Ambassador Hotel (Лос-Анджелес, Калифорния, США).

## Список лауреатов и номинантов
Победители выделены отдельным цветом. 

### Игровое кино
| Категории                                    | Лауреаты и номинанты | Лауреаты и номинанты |
| -------------------------------------------- | --- | --- |
| Лучший фильм (драма)                         | • Человек на все времена / A Man for All Seasons                                                                                   | • Человек на все времена / A Man for All Seasons                                                                                   |
| Лучший фильм (драма)                         | • Рождённая свободной / Born Free                                                                                                  | |
| Лучший фильм (драма)                         | • Профессионалы / The Professionals                                                                                                | |
| Лучший фильм (драма)                         | • Песчаная галька / The Sand Pebbles                                                                                               | |
| Лучший фильм (драма)                         | • Кто боится Вирджинии Вулф? / Who’s Afraid of Virginia Woolf?                                                                     | |
| Лучший фильм (комедия или мюзикл)            | • Русские идут! Русские идут! / The Russians Are Coming, the Russians Are Coming                                                   | • Русские идут! Русские идут! / The Russians Are Coming, the Russians Are Coming                                                   |
| Лучший фильм (комедия или мюзикл)            | • Ты теперь большой мальчик / You’re a Big Boy Now                                                                                 | |
| Лучший фильм (комедия или мюзикл)            | • Забавная история, случившаяся по дороге на форум / A Funny Thing Happened on the Way to the Forum                                | |
| Лучший фильм (комедия или мюзикл)            | • Гамбит / Gambit | |
| Лучший фильм (комедия или мюзикл)            | • Только не с моей женой, не смей! / Not with My Wife, You Don’t!                                                                  | |
| Лучший режиссёр                              | | • Фред Циннеман за фильм «Человек на все времена»                                                                                  |
| Лучший режиссёр                              | • Льюис Гилберт — «Элфи» | |
| Лучший режиссёр                              | • Клод Лелуш — «Мужчина и женщина»                                                                                                 | |
| Лучший режиссёр                              | • Майк Николс — «Кто боится Вирджинии Вулф?»                                                                                       | |
| Лучший режиссёр                              | • Роберт Уайз — «Песчаная галька»                                                                                                  | |
| Лучшая мужская роль (драма)                  | | • Пол Скофилд — «Человек на все времена» (за роль сэра Томаса Мора)                                                                |
| Лучшая мужская роль (драма)                  | • Ричард Бёртон — «Кто боится Вирджинии Вулф?» (за роль Джорджа)                                                                   | |
| Лучшая мужская роль (драма)                  | • Майкл Кейн — «Элфи» (за роль Элфи Элкинса)                                                                                       | |
| Лучшая мужская роль (драма)                  | • Стив Маккуин — «Песчаная галька» (за роль Джейка Хольмана)                                                                       | |
| Лучшая мужская роль (драма)                  | • Макс фон Сюдов — «Гавайи» (англ.) (за роль преподобного Эбнера Хэйла)                                                            | |
| Лучшая женская роль (драма)                  | | • Анук Эме — «Мужчина и женщина» (за роль Анны Готье)                                                                              |
| Лучшая женская роль (драма)                  | • Ида Каминска — «Магазин на площади» (за роль Розалии Лаутманновой)                                                               | |
| Лучшая женская роль (драма)                  | • Вирджиния Маккенна — «Рождённая свободной» (за роль Джой Адамсон)                                                                | |
| Лучшая женская роль (драма)                  | • Элизабет Тейлор — «Кто боится Вирджинии Вулф?» (за роль Марты)                                                                   | |
| Лучшая женская роль (драма)                  | • Натали Вуд — «На слом!» (англ.) (за роль Альвы Старр)                                                                            | |
| Лучшая мужская роль (комедия или мюзикл)     | Алан Аркин | • Алан Аркин — «Русские идут! Русские идут!» (за роль лейтенанта Розанова)                                                         |
| Лучшая мужская роль (комедия или мюзикл)     | Алан Аркин | • Алан Бейтс — «Девушка Джорджи» (англ.) (за роль Джоса Джонса)                                                                    |
| Лучшая мужская роль (комедия или мюзикл)     | Алан Аркин | • Майкл Кейн — «Гамбит» (за роль Гарри Дина)                                                                                       |
| Лучшая мужская роль (комедия или мюзикл)     | Алан Аркин | • Лайонел Джеффрис — «Шпион с холодным носом» (англ.) (за роль Стэнли Фаркуара)                                                    |
| Лучшая мужская роль (комедия или мюзикл)     | Алан Аркин | • Уолтер Маттау — «Азарт удачи» (англ.) (за роль Уилли Гингрича)                                                                   |
| Лучшая женская роль (комедия или мюзикл)     | | • Линн Редгрейв — «Девушка Джорджи» (за роль Джорджи Паркин)                                                                       |
| Лучшая женская роль (комедия или мюзикл)     | • Джейн Фонда — «Каждую среду» (англ.) (за роль Эллен Гордон)                                                                      | |
| Лучшая женская роль (комедия или мюзикл)     | • Элизабет Хартман — «Ты теперь большой мальчик» (за роль Барбары Дарлинг)                                                         | |
| Лучшая женская роль (комедия или мюзикл)     | • Ширли Маклейн — «Гамбит» (за роль Николь Ченг)                                                                                   | |
| Лучшая женская роль (комедия или мюзикл)     | • Ванесса Редгрейв — «Морган: Подходящий клинический случай» (англ.) (за роль Леони Делт)                                          | |
| Лучшая мужская роль второго плана            | | • Ричард Аттенборо — «Песчаная галька» (за роль Френчи Бергойна)                                                                   |
| Лучшая мужская роль второго плана            | • Мако — «Песчаная галька» (за роль По-Хана)                                                                                       | |
| Лучшая мужская роль второго плана            | • Джон Сэксон — «Аппалуза» (англ.) (за роль Чуи Медины)                                                                            | |
| Лучшая мужская роль второго плана            | • Джордж Сигал — «Кто боится Вирджинии Вулф?» (за роль Ника)                                                                       | |
| Лучшая мужская роль второго плана            | • Роберт Шоу — «Человек на все времена» (за роль короля Англии Генриха VIII)                                                       | |
| Лучшая женская роль второго плана            | | • Жоселин Лагард — «Гавайи» (за роль королевы Малама)                                                                              |
| Лучшая женская роль второго плана            | • Сэнди Деннис — «Кто боится Вирджинии Вулф?» (за роль Хани)                                                                       | |
| Лучшая женская роль второго плана            | • Вивьен Мерчант — «Элфи» (за роль Лили)                                                                                           | |
| Лучшая женская роль второго плана            | • Джеральдин Пейдж — «Ты теперь большой мальчик» (за роль Марджери Шантиклир)                                                      | |
| Лучшая женская роль второго плана            | • Шелли Уинтерс — «Элфи» (за роль Руби)                                                                                            | |
| Лучший дебют актёра                          | | • Джеймс Фарентино — «The Pad and How to Use It»                                                                                   |
| Лучший дебют актёра                          | • Алан Аркин — «Русские идут! Русские идут!» (за роль лейтенанта Розанова)                                                         | |
| Лучший дебют актёра                          | • Алан Бейтс — «Девушка Джорджи»                                                                                                   | |
| Лучший дебют актёра                          | • Джон Филлип Лоу — «Русские идут! Русские идут!» (за роль Алексея Колчина)                                                        | |
| Лучший дебют актёра                          | • Антонио Сабато ст. — «Гран при»                                                                                                  | |
| Лучший дебют актрисы                         | | • Камилла Спарв — «Смертельный жар на карусели»                                                                                    |
| Лучший дебют актрисы                         | • Кэндис Берген — «Песчаная галька»                                                                                                | |
| Лучший дебют актрисы                         | • Линн Редгрейв — «Девушка Джорджи»                                                                                                | |
| Лучший дебют актрисы                         | • Джессика Уолтер — «Гран при» | |
| Лучший дебют актрисы                         | • Мари Гомес — «Профессионалы» | |
| Лучший сценарий                              | | • Роберт Болт — «Человек на все времена»                                                                                           |
| Лучший сценарий                              | • Роберт Андерсон — «Песчаная галька»                                                                                              | |
| Лучший сценарий                              | • Эрнест Леман — «Кто боится Вирджинии Вулф?»                                                                                      | |
| Лучший сценарий                              | • Билл Нафтон — «Элфи» | |
| Лучший сценарий                              | • Уильям Роуз — «Русские идут! Русские идут!»                                                                                      | |
| Лучшая музыка к фильму                       | | • Элмер Бернстайн за музыку к фильму «Гавайи»                                                                                      |
| Лучшая музыка к фильму                       | • Джерри Голдсмит — «Песчаная галька»                                                                                              | |
| Лучшая музыка к фильму                       | • Морис Жарр — «Горит ли Париж?»                                                                                                   | |
| Лучшая музыка к фильму                       | • Франсис Ле — «Мужчина и женщина»                                                                                                 | |
| Лучшая музыка к фильму                       | • Тосиро Маюдзуми — «Библия» | |
| Лучшая песня                                 | • Strangers in the Night — «Мужчина, который мог быть убит» (англ.) — музыка: Берт Кемпферт, слова: Чарльз Синглтон и Эдди Снайдер | • Strangers in the Night — «Мужчина, который мог быть убит» (англ.) — музыка: Берт Кемпферт, слова: Чарльз Синглтон и Эдди Снайдер |
| Лучшая песня                                 | • Un homme et une femme — «Мужчина и женщина» — музыка: Франсис Ле, слова: Пьер Бару                                               | |
| Лучшая песня                                 | • Alfie — «Элфи» — музыка: Берт Бакарак, слова: Хэл Дэвид                                                                          | |
| Лучшая песня                                 | • Born Free — «Рождённая свободной» — музыка: Джон Барри, слова: Дон Блэк                                                          | |
| Лучшая песня                                 | • Georgy Girl — «Девушка Джорджи» — музыка: Том Спрингфилд, слова: Джим Дэйл                                                       | |
| Лучший иностранный фильм                     | • Мужчина и женщина / Un homme et une femme (Франция)                                                                              | • Мужчина и женщина / Un homme et une femme (Франция)                                                                              |
| Лучший иностранный фильм                     | • Любовные похождения блондинки / Lásky jedné plavovlásky (Чехословакия)                                                           | |
| Лучший иностранный фильм                     | • Pas question le samedi (Франция, Израиль, Италия)                                                                                | |
| Лучший иностранный фильм                     | • Дамы и господа / Signore & signori (Италия, Франция)                                                                             | |
| Лучший иностранный фильм                     | • Гамлет (СССР) | |
| Лучший иностранный фильм на английском языке | • Элфи / Alfie (Великобритания) | • Элфи / Alfie (Великобритания) |
| Лучший иностранный фильм на английском языке | • Фотоувеличение / Blowup (Великобритания)                                                                                         | |
| Лучший иностранный фильм на английском языке | • Девушка Джорджи / Georgy Girl (Великобритания)                                                                                   | |
| Лучший иностранный фильм на английском языке | • Морган: Подходящий клинический случай / Morgan — A Suitable Case for Treatment (Великобритания)                                  | |
| Лучший иностранный фильм на английском языке | • Ромео и Джульетта / Romeo and Juliet (Великобритания)                                                                            | |
| Лучший иностранный фильм на английском языке | • Шпион с холодным носом / The Spy with a Cold Nose (Великобритания)                                                               | |

### Телевизионные награды
| Категории            | Лауреаты и номинанты                                                          | Лауреаты и номинанты                                            |
| -------------------- | ----------------------------------------------------------------------------- | --------------------------------------------------------------- |
| Лучшое ТВ-шоу        | • Я — шпион / I Spy                                                           | • Я — шпион / I Spy                                             |
| Лучшое ТВ-шоу        | • Беглец / The Fugitive                                                       |                                                                 |
| Лучшое ТВ-шоу        | • Человек от Д.Я.Д.И. / The Man from U.N.C.L.E.                               |                                                                 |
| Лучшое ТВ-шоу        | • Бежать от твоей жизни / Run for Your Life                                   |                                                                 |
| Лучшое ТВ-шоу        | • Эта девушка / That Girl                                                     |                                                                 |
| Лучший актёр на ТВ   |                                                                               | • Дин Мартин — «Шоу Дина Мартина» (англ.) (за роль самого себя) |
| Лучший актёр на ТВ   | • Билл Косби — «Я — шпион» (за роль Александра Скотта)                        |                                                                 |
| Лучший актёр на ТВ   | • Роберт Калп — «Я — шпион» (за роль Келли Робинсона)                         |                                                                 |
| Лучший актёр на ТВ   | • Бен Газзара — «Бежать от твоей жизни» (за роль Пола Брайана)                |                                                                 |
| Лучший актёр на ТВ   | • Кристофер Джордж — «Крысиный патруль» (англ.) (за роль сержанта Сэма Троя)  |                                                                 |
| Лучшая актриса на ТВ |                                                                               | • Марло Томас — «Эта девушка» (за роль Энн Мари)                |
| Лучшая актриса на ТВ | • Филлис Диллер — «The Pruitts of Southampton» (за роль Филлис Прюитт)        |                                                                 |
| Лучшая актриса на ТВ | • Барбара Иден — «Я мечтаю о Джинни» (англ.) (за роль Джинни)                 |                                                                 |
| Лучшая актриса на ТВ | • Элизабет Монтгомери — «Моя жена меня приворожила» (за роль Саманты Стивенс) |                                                                 |
| Лучшая актриса на ТВ | • Барбара Стэнвик — «Большая долина» (за роль Виктории Баркли)                |                                                                 |

### Специальные награды
| Награда                                                     | Лауреаты       | Лауреаты         |
| ----------------------------------------------------------- | -------------- | ---------------- |
| Премия Сесиля Б. Де Милля (Награда за вклад в кинематограф) | Чарлтон Хестон | • Чарлтон Хестон |
| Премия Генриетты Henrietta Award (World Film Favorites)     | Стив Маккуин   | • Стив Маккуин   |
| Премия Генриетты Henrietta Award (World Film Favorites)     | Джули Эндрюс   | • Джули Эндрюс   |
| Мисс Золотой глобус 1967 (Символическая награда)            |                | • Коринна Тсопей |